# Woo Sun-hee
Woo Sun-hee (Seúl, 1 de julio de 1978) es una ex-balonmanista surcoreana que se desempeñó como extremo derecho. Fue 119 veces internacional con la selección femenina de Corea del Sur entre 2001 y 2016, logrando la medalla de plata en los Juegos Olímpicos de Atenas 2004.

## Trayectoria

### Clubes
Debutó en 2001 con Gwangju City Corporation y, tras dos cursos, fichó por Samcheok City Hall, donde se consolidó como una de las mejores extremos asiáticas.
Entre 2007 y 2009 dio el salto a Europa para jugar con el club rumano Rulmentul Braşov, con el que disputó la EHF Champions League y la final de la Recopa 2007-08. 
En 2009 regresó a Corea para enrolarse en Wonderful Samcheok, equipo con el que conquistó la SK Handball Korea League de 2013.

#### Trayectoria de clubes
- 2001 – 2003:  Gwangju City
- 2003 – 2007:  Samcheok City Hall
- 2007 – 2009:  Rulmentul Braşov
- 2009 – 2017:  Wonderful Samcheok[1]

### Selección
Con la absoluta surcoreana debutó en el Mundial de 2003, donde obtuvo el bronce y fue incluida en el «All-Star Team». Un año más tarde lideró el ataque que ganó la plata olímpica en Atenas, con 37 goles en siete partidos. Una grave lesión de rodilla la dejó fuera de Pekín 2008, pero volvió para Londres 2012 e hizo su última aparición olímpica en Río 2016, antes de retirarse del combinado con 119 partidos. También fue tres veces campeona de los Juegos Asiáticos (2002, 2006 y 2014) y bronce en 2010.

## Premios y títulos

### Con la selección
- 1 × Medalla de plata en los Juegos Olímpicos (2004)
- 1 × Medalla de bronce en el Campeonato del Mundo (2003)
- 3 × Medalla de oro en los Juegos Asiáticos (2002, 2006, 2014)
- 1 × Medalla de bronce en los Juegos Asiáticos (2010)[2]

### Con sus clubes
- 1 × SK Handball Korea League (2013, Wonderful Samcheok)[4][3]

## Vida personal
Tras ser capitana en los Juegos Asiáticos de Incheon 2014, dio a luz a su hija en noviembre de 2015 y anunció su retirada definitiva en 2017. Desde 2024 dirige a la selección surcoreana sub-18 femenina.